# Iréne Theorin
Lena Iréne Sofie Theorin, född 18 juni 1963 i Södra Hestra församling i Småland, är en svensk operasångerska (dramatisk sopran). Hon är bosatt i Broaryd i sin hemförsamling.
Iréne Theorin studerade vid Musikhögskolan i Göteborg, genomgick solistutbildning vid Det Kongelige Danske Musikkonservatorium och Opera Akademiet i Köpenhamn. År 1998 var hon enda mottagare av det danska Léonie Sonning-stipendiet. Hennes professionella debut ägde rum 1996 vid Det Kongelige Teater i Köpenhamn, där hon framträdde som Donna Anna i Mozarts Don Juan.
Iréne Theorins repertoar omfattar bland annat roller som Brünnhilde i Wagners Ringen, Isolde i  Tristan och Isolde, titelrollen i Puccinis Turandot, titelrollen i Richard Strauss Elektra och som Elisabetta i Verdis Don Carlos. 
Iréne Theorin framträdde på Det Kongelige Teater i Köpenhamn 2004, på New National Theatre i Tokyo 2005 samt (vid turné med Staatstheater Nürnberg) i Peking samma år. Hon debuterade år 2000 vid festspelen i Bayreuth och från år 2008 till 2012 gjorde hon Isolde. Iréne Theorin är återkommande solist vid bland annat Washington National Opera, Metropolitan Opera i New York, Staatsoper i Berlin, Bayerischer Staatsoper i München och Staatsoper i Wien.  Den omfattande listan över hennes spelplatser upptar även Deutsche Oper Berlin, Operafestspelen i Salzburg, The Royal Opera House i London, operan i San Francisco, operan i Washington. Budapestoperan och nationalscenen Kungliga Operan, där sångerskan framträdde i januari 2012 i titelrollen i Elektra.
Iréne Theorin är hedersmedlem av Svenska Wagnersällskapet. o

## Diskografi (urval)
- Isolde i Wagners Tristan und Isolde. Bayreuth, 26 juli 2008. Dir. P. Schneider. Bayreuth Festival Edition Series BF 072608 (3 CD).
- Brünnhilde i Der Ring des Nibelungen. Live recording, The Royal Danish Opera 2006. DVD. Decca 074 3264.
- Titelrollen i Richard Strauss Elektra.  Med Waltraud Meier, Eva-Maria Westbroek, Rene Papé et al. Wiener Philarmoniker. Dir. Daniele Gatti. Arthaus 101599. DVD. Svensk mediedatabas.
- Titelrollen i Puccinis Turandot. München 2012. Dir. Marco Armiliato. Premiere Opera. (www.premiereopera.net).
- Brünnhilde i Wagners Die Walküre. Budapest 2012. Dir. Adam Fischer. House of Opera CD400800. (www.operapassion.com).
- Brünnhilde i Wagners Siegfried. Budapest 2012. Dir. Adam Fischer. House of Opera CD402600. (www.operapassion.com).
- Brünnhilde i Wagners Götterdämmerung. Budapest 2012. Dir. Adam Fischer. House of Opera CD405300. (www.operapassion.com)
- Brünnhilde i Wagners Götterdämmerung. Milano, La Scala 2013. Dir. Daniel Barenboim. DVD. Arthaus Musik 101 696.

Samtliga www-adresser lästa 2 januari 2013.

## Utmärkelser och priser
- Medaljen Litteris et Artibus av 8:e storleken i guld (GMleta, 2018) för framstående konstnärliga insatser som operasångerska[1]
- Riddare av Danska Dannebrogorden (RDDO)
- Jussi Björlingstipendiet 2019[2]
- Christina Nilsson-priset från Kungl. Musikaliska Akademien